# Borborema Potiguar
Borborema Potiguar is een van de 19 microregio's van de Braziliaanse deelstaat Rio Grande do Norte. Zij ligt in de mesoregio Agreste Potiguar en grenst aan de microregio's Agreste Potiguar, Angicos, Serra de Santana, Seridó Oriental, Seridó Oriental (PB), Curimataú Ocidental (PB) en Curimataú Oriental (PB). De microregio heeft een oppervlakte van ca. 3.922 km². In 2006 werd het inwoneraantal geschat op 129.566.
Zestien gemeenten behoren tot deze microregio:
- Barcelona
- Campo Redondo
- Coronel Ezequiel
- Jaçanã
- Japi
- Lagoa de Velhos
- Lajes Pintadas
- Monte das Gameleiras
- Ruy Barbosa
- Santa Cruz
- São Bento do Trairi
- São José do Campestre
- São Tomé
- Serra de São Bento
- Sítio Novo
- Tangará

Mesoregio's: Agreste Potiguar · Central Potiguar · Leste Potiguar · Oeste Potiguar

Microregio's: Angicos · Agreste Potiguar · Baixa Verde · Borborema Potiguar · Chapada do Apodi · Litoral Nordeste · Litoral Sul · Macaíba · Macau · Médio Oeste · Mossoró · Natal · Pau dos Ferros · Seridó Ocidental · Seridó Oriental · Serra de São Miguel · Serra de Santana · Umarizal · Vale do Açu